# Gryllus genovesa
Gryllus genovesa är en insektsart som beskrevs av Otte, D. och Peck 1997. Gryllus genovesa ingår i släktet Gryllus och familjen syrsor. Inga underarter finns listade i Catalogue of Life.